# 民事婚姻法令
民事婚姻法令（英語：Civil Marriage Act）是加拿大的一项法令，该法令使得同性婚姻在加拿大全国合法化。2005年2月1日，该法令在第38届加拿大國會中被提出，当时被称为《C-38法案》（Bill C-38）。该法案于2005年6月28日在下议院通过，于7月19日在上议院通过。2005年7月20日，该法案获得御准，正式成为法例。

## 法令内容
法令内容如下：
这项法令将出于民事目的的婚姻扩展到同性伴侣之间，以彰显宽容、尊重、平等以及加拿大权利和自由宪章的价值。同时修正其它法令，以保证同性伴侣在结婚以及离婚的效果平等。

## 投票过程及结果
作为政府法令，《民事婚姻法令》反映了保罗·马丁领导的自由党政府对同性婚姻的官方态度，因此内阁成员被要求投赞成票。自由党的后座议员、保守党和魁人政团党员可以自由投票。有两名自由党内阁成员因投反对票而离任。贝芙·德贾莱斯在投反对票后被免除职位；乔·科穆兹在投票前几个小时辞职。下议院投票结果为158票赞成，133票反对；上议院投票结果为47票赞成，21票反对，3票弃权。